# Posedición
Post edición (o post-edición o posedición) “es el proceso de mejorar una traducción generada por una máquina con una mínima mano de obra”. Una persona que post-edita se llama una o un post-editor o poseditor. El concepto de posedición está ligado a la pre edición. En el proceso de traducción de un texto mediante la traducción automática, se pueden obtener mejores resultados con la pre edición del texto original, por ejemplo, aplicando los principios del lenguaje controlado y después post editar la publicación de la máquina. Es distinto de la edición, la cual se refiere al proceso de mejorar el texto generado por humanos (proceso que a menudo se conoce como revisión en el campo de la traducción). Los textos post-editados luego podrán ser revisados para asegurar la calidad de las opciones de idioma y corregir los errores más simples.
La posedición consiste en la corrección de traducciones automáticas de publicaciones para asegurar que se cumpla con el nivel de calidad acordado previamente entre el cliente y el post editor. La post edición simple se refiere a crear una publicación simplemente comprensible; la post edición completa se refiera a crear una publicación estilísticamente apropiada. Con los avances en la traducción automática, la posedición se ha convertido en una alternativa de traducción manual. Hay una serie de herramientas de software que apoyan la posedición de traducciones automáticas. Estas incluyen a Google Translator Toolkit, SDL Trados y Systran.

## Posedición y Traducciones  automáticas
La traducción automática abandonó los laboratorios para comenzar a ser usada con su propósito real en los setenta en grandes instituciones como la Comisión Europea y la Organización Panamericana de la salud, y luego, en algunas empresas como Caterpillar y General Motors. Los primeros estudios en posedición surgieron a mediados de los ochenta, ligados a las implementaciones. Para desarrollar directrices apropiadas y capacitación, miembros de la Asociación para la traducción automática en las Américas (AMTA) y la Asociación Europea para la traducción automática (EAMT) establecen un grupo de interés especial de posedición en 1999.
Después de los años noventa, los avances en la potencia de los ordenadores y conectividad aceleraron el desarrollo de la traducción automática y permitieron su despliegue a través del navegador web, como un complemento gratuito, útil para los principales buscadores (Google Translate, Bing Translator, Yahoo! Babel Fish). Una aceptación más amplia de la traducción automática menos perfecta estuvo acompañada también por una aceptación de la posedición. Con la demanda de la localización de bienes y servicios, creciendo a un ritmo que podría no cumplirse por la traducción humana, ni con la ayuda de memorias de traducción y otras tecnologías de gestión de traducción, cuerpos industriales tales como la sociedad de usuarios de automatización de traducción (TAUS) esperan que la traducción automática y la posedición jueguen un papel mucho mayor en los próximos años.
Entre las expectativas de la posedición existe alcanzar un nivel de calidad que se parezca a la traducción humana. Con los avances en la traducción automática, esto progresa. Para algunos pares de idiomas y de algunas tareas y, con los motores que han sido entrenados con específicos de dominio de datos de buena calidad, algunos clientes ya están solicitando a los traductores profesionales post-editar en lugar de traducir desde cero, la creencia es que alcanzarán una calidad similar pero a bajo costo.

## Posedición y la industria de la lengua
Después de aproximadamente treinta años, la posedición todavía es una “profesión emergente”. lo que lleva a que el perfil del post editor todavía no haya sido totalmente estudiado. Posedición se superpone con la traducción y la edición pero solamente parcialmente. La mayoría cree que el post editor ideal será un traductor que desea capacitarse en las habilidades específicas requeridas, pero hay algunos que creen que un bilingüe sin una formación en traducción puede ser más fácil de entrenarse. No se conoce mucho sobre quiénes son los reales post editores, si trabajan sobre todo como internos, empleados o trabajadores independientes, ni en qué condiciones..
La posedición se usa cuando la traducción automática no es lo suficientemente buena y traducción manual no es necesaria. La industria aconseja que la posedición se utilice cuando, por lo menos, se pueda doblar la productividad de la traducción manual, hasta cuádruple en el caso de la posedición simple. Estas observaciones probablemente estarán basadas en conjeturas hechas algunos años atrás, más que en hechos que se apliquen en el presente.
No hay cifras claras sobre la ganancia de la posedición dentro de la industria de la traducción. Una encuesta reciente mostró que el 50% de los proveedores de servicios lingüísticos lo ofrecieron, pero para el 85% de ellos representa menos del 10% de su rendimiento.
Las estimaciones de productividad y volumen son, en cualquier caso, blancos móviles; ya que los avances en la traducción automática, en gran parte impulsada por el texto post editado siendo enviado de regreso a sus núcleos, significará que a más posedición, más alta la calidad de la traducción automática y la extensión de la posedición hará que… hasta que la profesión – y la industria – de la posedición alcancen la productividad máxima o quizás un día hasta simplemente desaparezca.